# Carla van Weelie
Carla van Weelie (Nederlands-Nieuw-Guinea, 8 april 1960) is een Nederlandse voormalig presentatrice. Van Weelie is vooral bekend vanwege haar werk bij de Evangelische Omroep.

## Biografie
Van Weelie werd geboren in wat destijds het Nederlandse deel van Nieuw-Guinea was, thans onderdeel van Indonesië. Tot haar 11e levensjaar woonde zij in Jakarta. Toen het gezin Van Weelie in Nederland was gaan wonen, bezocht ze de havo en de sociale academie. Daarna studeerde ze Staf en Management.
Van Weelie heeft jarenlang samen met haar echtgenoot in een crisiscentrum voor mensen met psychische problemen gewerkt. Omdat ze het leven van haar drie kinderen belangrijker vond, stopte ze na tien jaar met haar werk in het centrum en werd projectleider bij de Arbeidsvoorziening Friesland.

### Tv-carrière
In augustus 2003 ging Van Weelie werken bij de EO, waar ze onder andere Na de diagnose, Schatjes, Onverwacht Bezoek en Zo kan het ook presenteerde. In 2008 werd ze presentatrice van het programma Nederland Helpt, dat in 2013 opging in Geloven op 2 (thans Geloof en een Hoop Liefde). In april 2015 trad Van Weelie uit dienst bij de EO, dit vanwege een gewijzigde koers van de omroep wat zijn presentatoren betreft.